# Михайловщина (Могилёвская область)
Михайловщина (бел. Міхайлаўшчына) — деревня в Бобруйском районе Могилёвской области Беларуси. Входит в состав Горбацевичского сельсовета.

## География
Деревня находится в юго-западной части Могилёвской области, к востоку от автодороги Н-10085, на расстоянии приблизительно 14 километров (по прямой) к западо-северо-западу от города Бобруйска, административного центра района. Абсолютная высота — 153 метра над уровнем моря. Площадь населённого пункта — 0,1561 км².

## История
Деревня известна с начала XX века.
По состоянию на 1907 год, в Михайловщизне имелось 8 дворов и проживало 54 человека. В административном отношении входила в состав Горбацевичской волости Бобруйского уезда Минской губернии.
До 20 ноября 2013 года входила в состав Осовского сельсовета.

## Население
По данным переписи 2019 года, в деревне проживало 2 человека.
| Год  | Население, человек |
| ---- | ------------------ |
| 1907 | 54                 |
| 1917 | ↗ 72               |
| 1926 | ↗ 75               |
| 1959 | ↘ 73               |
| 1970 | ↘ 60               |
| 1986 | ↘ 19               |
| 2007 | ↘ 2                |
| 2009 | 2                  |
| 2019 | 2                  |